# کارن یدایا
کارن یدایا (عبری: קרן ידעיה‎؛ زادهٔ ۱۹۷۲) یک کارگردان، و فیلم‌نامه‌نویس اهل اسرائیل است. 